# Helene Gayle

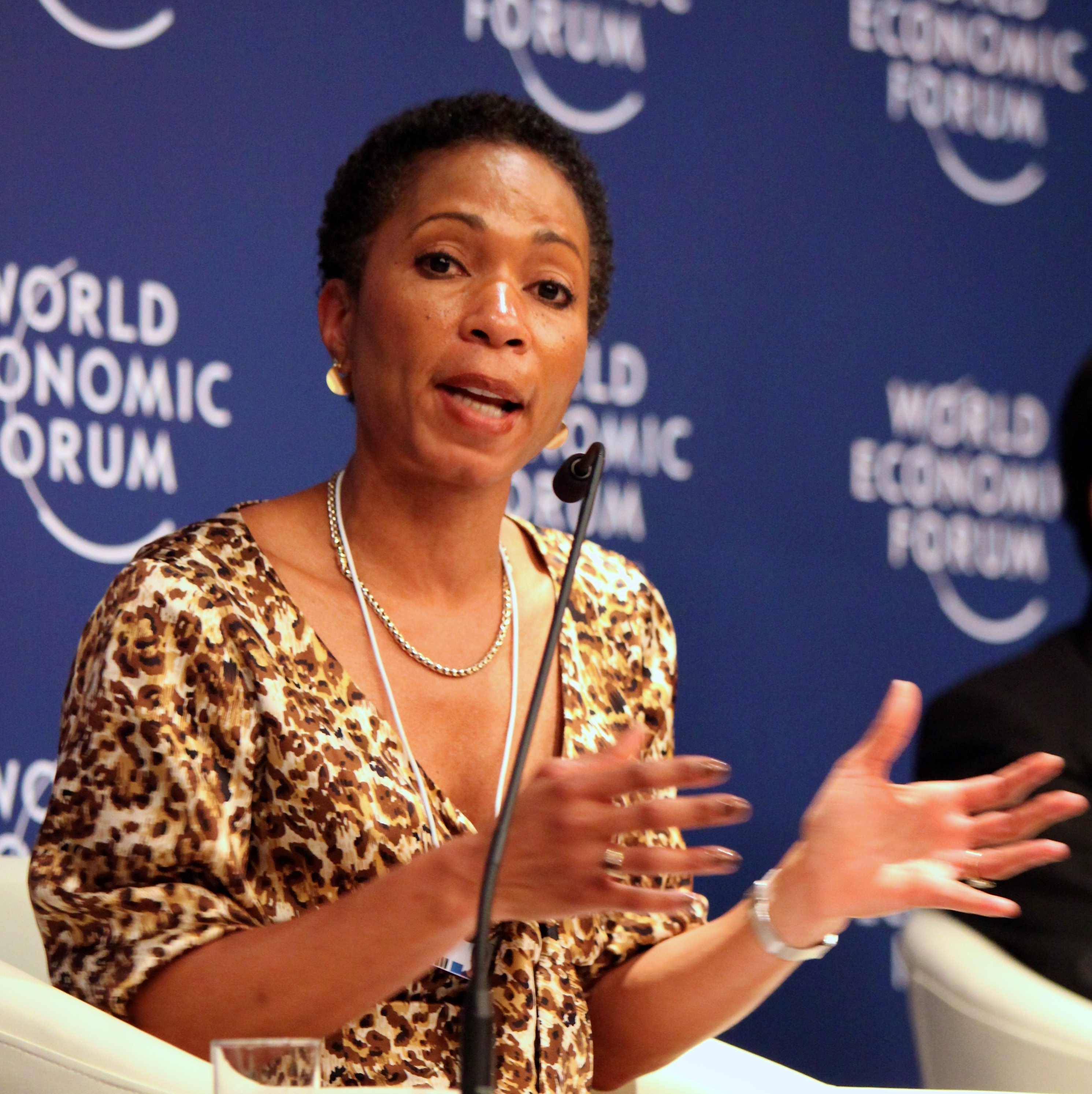
Helene em maio 2012

Helene Gayle é uma diretora executiva da CARE nos Estados Unidos e, através de seu trabalho, recebeu um prêmio em psicologia na Barnard College, na Universidade da Pensilvânia e na Johns Hopkins University.